# Vanellus superciliosus
Vanellus superciliosus е вид птица от семейство Charadriidae.

## Разпространение
Видът е разпространен в Бенин, Бурунди, Камерун, Демократична република Конго, Република Конго, Кения, Нигерия, Руанда, Танзания, Того, Уганда, Централноафриканската република и Чад.